# Otalżyno (Pomieczyno)
Otalżyno, (występuje również wariant nazewniczy miejscowości Otalżyno Pomieczyńskie)dodatkowa nazwa w j. kaszub. Òtalżëno, niem Ottalsin – część wsi kaszubskiej Pomieczyno w Polsce, położona na obszarze Pojezierza Kaszubskiego w województwie pomorskim, w powiecie kartuskim, w gminie Przodkowo, w okolicach południowego brzegu jeziora Otalżyno. Wchodzi w skład sołectwa Pomieczyno.
Miejscowość pierwszy raz odnotowana na mapie Schröttera z końca XVIII w. w niemieckiej formie Ottalsino. Nazwa osady została przeniesiona z nazwy pobliskiego jeziora Otalżyno, położonego już w powiecie wejherowskim. Kojarzono tę nazwę z kaszubskim wyrazem otłóg o znaczeniu 'odłóg'. Jednak prof. Jerzy Treder zwrócił uwagę na zapis dotyczący jeziora z roku 1472 w formie Odliszyna. Odniósł rdzeń występujący w tej nazwie do kaszubskiego rzeczownika lëga 'dół' i lëgnica 'dolina'. Dla nazwy jeziora objaśnienie takie wydaje się bardzo prawdopodobne.
W latach 1975–1998 Otalżyno administracyjnie należało do województwa gdańskiego.